# Djupesjön
Djupesjön är en sjö i Kungälvs kommun i Bohuslän och ingår i Göta älv-Bäveåns kustområde. Djupesjön ligger i Svartedalen Natura 2000-område. Sjön är 4,3 meter djup, har en yta på 0,005 kvadratkilometer och är belägen 94 meter över havet.